# Kasugai (Aiči)
Kasugai (japonsky 春日井市) je město v Japonsku. Leží na největším japonském ostrově, Honšú, a patří do prefektury Aiči v regionu Čúbu. K roku 2017 mělo přes 300 tisíc obyvatel.

## Poloha a doprava
Kasugai leží severovýchodně od města Nagoja na říčce Šónai tekoucí z prefektury Gifu do zátoky Ise.
V sousedství města se nachází letiště Nagoja, jehož význam ovšem prudce poklesl po otevření mezinárodního letiště Čúbu v roce 2005.

## Dějiny
Kasugai vzniklo 1. června 1943 sloučením čtyř vesnic.

## Partnerská města
- Kelowna, Kanada (1981)